# ライヴエイド
ライヴエイド（LIVE AID）は、「1億人の飢餓を救う」というスローガンの下、「アフリカ難民救済」を目的として、1985年7月13日に行われた、20世紀最大のチャリティーコンサート。「1980年代のウッドストック」とも一部でいわれていたが、その規模をはるかに超越したものとなった。2004年にDVDとして発売された。

## 経緯
バンド・エイドを提唱したブームタウン・ラッツのリーダーボブ・ゲルドフが中心となって開催されることとなり、その呼びかけに賛同した多くのミュージシャンが国とジャンルを越えて参加した。

## 概要
- メイン開催場所:
イギリスロンドン郊外ウェンブリー・スタジアム
アメリカ合衆国ペンシルベニア州フィラデルフィア、JFKスタジアム
※日本でも協賛する形で、解説とは別に、独自にテレビでのミュージシャン出演が設定され、3元中継となる。
なお、フィル・コリンズのように、ロンドンの会場に出演した後、超音速旅客機のコンコルドで移動し、フィラデルフィアの会場にも出演したミュージシャンもいた。
- 開催された日時:1985年7月13日（現地）
日本での放送は、同年、同日夕刻から7月14日午前中まで。
- 開催総時間:計12時間に及ぶ[注釈 1]。
計84か国に衛星同時生中継。録画放映分を含めて、140～150か国ともいわれている。
- 進行
  - ウェンブリーにて現地時刻正午(フィラデルフィアは午前 7時)に開始。前半はイギリスからのみ中継。
  - ポール・ヤングの出番の後、アメリカとの二元中継が始まり、カメラは一旦アメリカの方へ移る。以後イギリス・アメリカ会場とだいたい交互にアーティストが歌っていくことになる。
  - ウェンブリーは、途中でアメリカに移動したフィル・コリンズを除く全ての出演者がステージに登場し「ドゥ・ゼイ・ノウ・イッツ・クリスマス?」を披露し大団円を迎えた。そして、ロンドンのナイトクラブにいるクリフ・リチャードにアメリカのライヴ再開まで歌で時間を繋いでもらう。
  - トム・ペティ&ザ・ハートブレイカーズの出番から完全にアメリカ中継。
  - アメリカ会場では最後まで残ったアーティスト達がステージに登場し、「ウィ・アー・ザ・ワールド」でライヴエイドのフィナーレを飾った。
- その他、協賛した地域
  - オーストラリア
  - 西ドイツ（当時）
  - 日本
  - ソ連（当時）
  - ユーゴスラヴィア（当時）
  - ノルウェー

## 参加ミュージシャン（以下、順不同）

### ウェンブリー・スタジアム
- コールドストリームガーズ軍楽隊 - 当日、来賓として招かれたチャールズ3世（当時皇太子）とダイアナ妃を迎え入れるための演奏を担当。ちなみに、このライヴエイドの発起人であるゲルドフも、この2人と一緒に入場している。人権問題に大変な関心を寄せていたダイアナ妃の意向で、この2人の出席が実現した[注釈 2]。
- ステイタス・クォー - このバンドの「ロッキン・オール・オーヴァー・ザ・ワールド」（ジョン・フォガティのカバーでバンドのヒット曲でもある）でライヴエイドの幕は上がった。他に「Caroline」「Don't Waste My Time」を演奏。
- ザ・スタイル・カウンシル - 「You're The Best Thing」「Big Boss Groove」「Internationalists」「Walls Come Tumbling Down」の4曲を演奏。
- ブームタウン・ラッツ - バンド自体は開店休業状態だったが「哀愁のマンデイ」「Drag Me Down」など過去のヒット曲を披露。3曲目の「ラット・トラップ」はゲルドフが、あまりの興奮のためにマイクのケーブルを抜いてしまい、歌声を消してしまった。そのため、この曲はDVD未収録。
- アダム・アント- 当時の最新アルバムのタイトル曲「Vive le Rock」を演奏。
- ウルトラヴォックス - 「Reap the Wild Wind」「Dancing With Tears in My Eyes」「One Small Day」「Vienna」の4曲を披露。ミッジ・ユーロはギターとE-MU Systems社のシンセサイザーEmulator IIを交互に演奏しつつ歌唱した。
- スパンダー・バレエ - ヒット曲「ふたりの絆」「トゥルー」を披露した。また2曲目に演奏された「Virgin」は当時は未発表で、翌年秋に発表された「Through the Barricades」に収録された。
- エルヴィス・コステロ - ビートルズの「愛こそはすべて」をエレキギター1本で披露した。
- ニック・カーショウ - 「Wide Boy」「Don Quixote」「The Riddle」「Wouldn't It Be Good」の4曲を披露。DVDには4曲目の「Wouldn't It Be Good」のみ収録。
- シャーデー - 「Why Can't We Live Together」「Your Love Is King」「Is It A Crime」の3曲を披露。
- スティング（元ポリス） - ポリスのヒット曲、「ロクサーヌ」と「Driven to Tears」を披露。
- フィル・コリンズ - 自身の「見つめて欲しい」を歌い終えた後、スティングとポリスの「孤独のメッセージ」「見つめていたい」、ソロ曲の「夜の囁き」「Long Long Way To Go」を共演。その後、ヒースロー空港からコンコルドに乗り込みアメリカの会場へ移動。
- ハワード・ジョーンズ - ピアノ一台で代表曲「かくれんぼ」を歌唱。
- ブライアン・フェリー - 「センセイション」「ボーイズ・アンド・ガールズ」「スレイヴ・トゥ・ラヴ」の後、ロキシー・ミュージック時代のヒット曲であるジョン・レノンの「ジェラス・ガイ」を披露。デヴィッド・ギルモア（ピンク・フロイド）、 アンディ・ニューマーク、マーカス・ミラーらがバンド・メンバーとして出演。
- ポール・ヤング - この会場のフィナーレを飾る、「ドゥ・ゼイ・ノウ・イッツ・クリスマス?」をアカペラで歌唱。「Come Back And Stay」の後、「That's the Way Love Is」（マーヴィン・ゲイのカバー）でアリソン・モイエと共演。4曲目にはダリル・ホール&ジョン・オーツのカバー曲「エヴリタイム・ユー・ゴー・アウェイ」を披露。ライヴエイド後、このカバーは全米1位を記録した。
- U2 - ボーカルのボノが1曲目「ブラディ・サンデー」に続き、「バッド」の間奏中に客席から女性客を引っ張り出し、その女性とダンスを踊り出し、その後、テレビクルーの女性スタッフとも踊るという珍事を起こした。なお客席から客を引っ張り出す行為は取り決めで禁止されていた。また同曲にはルー・リードの「サテライト・オブ・ラヴ」「ワイルド・サイドを歩け」、ローリング・ストーンズの「ルビー・チューズデイ」「悪魔を憐れむ歌」を挟んでいる。
- ダイアー・ストレイツ - スティングが1曲目「マネー・フォー・ナッシング」でコーラスで参加。2曲目は「悲しきサルタン」。
- クイーン - 「ボヘミアン・ラプソディ」（バラード部分のみの短縮版）、「RADIO GA GA」、「ハマー・トゥ・フォール」、「愛という名の欲望」、「ウィ・ウィル・ロック・ユー」（短縮版）、「伝説のチャンピオン」と全出演陣の中でも最多となる6曲を披露[1][2]。そのライヴ・パフォーマンスは他を圧倒し、ボブ・ゲルドフも彼らを絶賛した。あまりの盛り上がりに、ロンドン会場のヘッドライナーを務めたエルトン・ジョンが、舞台裏で悔しさを顕にし地団駄を踏んだとされる[3]。この出演が当時、解散寸前状態と言われていたバンドを再浮上させる大きな転機となった。このステージの模様はクイーンを題材として33年後の2018年に公開された映画『ボヘミアン・ラプソディ』にて細部に至るまで忠実に再現された[4]。
- デヴィッド・ボウイ - 「TVC15」「愛しき反抗」「モダン・ラヴ」に続く4曲目の「ヒーローズ」が終わった段階で、このライヴエイドのきっかけとなったCBCによる「エチオピア大飢饉」の映像が流れる。
- ザ・フー - 1983年に解散した時のメンバーによる、この日限りの再結成。「マイ・ジェネレーション」「ピンボールの魔術師」「愛の支配」「無法の世界」の4曲を演奏。序盤で中継電源が切れるトラブルによりアメリカ・イギリス両方で映像が途切れてしまった。
- エルトン・ジョン - 「I'm Still Standing」「 Bennie And The Jets」「 Rocket Man」「 Don't Go Breaking My Heart 」 「 Don't Let The Sun Go Down On Me」「Can I Get A Witness」の6曲を披露。3曲目の「恋のデュエット」でキキ・ディーと共演。4曲目「僕の瞳に小さな太陽」ではワム!のジョージ・マイケルはエルトンの伴奏共演。相方でリーダーのアンドリュー・リッジリーはコーラスメンバーに加わった。なおイギリス会場で一番の声援を浴びたメンバーが、この2人だった。
- フレディ・マーキュリー&ブライアン・メイ - クイーンの2人が「悲しい世界」を歌うためだけに、この形をとった[2]。
- ポール・マッカートニー（元ビートルズ） - 「レット・イット・ビー」をピアノの弾き語りで披露。曲の中盤からボブ・ゲルドフ、アリソン・モイエ、デヴィッド・ボウイ、そしてザ・フーのギタリストであるピート・タウンゼントがコーラスで参加。しかし、ポールの直前に出演したフレディ・マーキュリー&ブライアン・メイのスタッフが誤ってマイクのケーブルを抜いてしまったため、曲の前半ではポールの歌声が全く聞こえなかった[5]。後に発売されたDVDでは、ライブ翌日にBBCのスタジオでボーカルを収録し直したものが採用された[6]。観客からの歓声が、曲が始まってしばらく経ってから起こるのはそのためである。アーティスト個々の出演としては、ポールがイギリスでのトリを務めた。
- バンド・エイド - 「ドゥ・ゼイ・ノウ・イッツ・クリスマス?」を出演者全員で歌唱。レコードとは歌唱者・順番が異なっており、レコードではポール・ヤングが最初に歌っているが、ここではデヴィッド・ボウイが最初の部分を歌っている。ゲルドフとジョージ・マイケルがメイン・ボーカルを担当しており、マイケルとボノはレコードと同じ場所を歌っている。

### JFKスタジアム
- ジャック・ニコルソン、ベット・ミドラー - 司会者。
- ジョーン・バエズ - ライヴエイド・アメリカ会場のトップバッター。アカペラで聴衆に「アメイジング・グレイス」を歌わせようとするもあまりに場違いで孤立してしまう。窮余の一策で途中から「ウィ・アー・ザ・ワールド」を歌い出したが、会場を盛り上げるにはいたらず、そのまま退場。したがってDVDではバエズ自身が「アメイジング・グレイス」をワンコーラス歌い、軽く会場が盛り上がった所で映像が切られている。後述のボブ・ディランと共に「フォーク時代の化石」とメディアの非難を浴びた。
- フーターズ - 「And We Danced」「All You Zombies」の2曲を演奏するが、DVDには未収録。
- フォー・トップス - 「Shake Me, Wake Me (When It's Over)」「Bernadette」「It's The Same Old Song - Reach Out I'll Be There」「I Can't Help Myself」 を披露。
- ビリー・オーシャン - 「Caribbean Queen」「Loverboy」を披露。
- ブラック・サバスfeaturingオジー・オズボーン - 「Children of The Grave」「Iron Man」「Paranoid」の3曲を披露。なおオリジナルメンバー4人が集結したのは1978年以来だった。
- RUN D.M.C. - 中継前のカメラリハーサルで登場。「Jam-Master Jay」「King of Rock」の2曲を披露。
- リック・スプリングフィールド - 「Love Somebody」「State of The Heart」「Human Touch」を披露したが、DVDには収録されず。
- REOスピードワゴン - ライヴエイド前の3月に全米1位を記録した「涙のフィーリング」の後、2曲目「ロール・ウィズ・ザ・チェンジズ」では子供達やビーチ・ボーイズなど他の出演者がコーラスに入った。
- クロスビー、スティルス&ナッシュ - 「Southern Cross」「Teach Your Children」「Suite : Judy Blue Eyes」を披露。評判は乏しく、「犬にしか楽しめない悲痛のハーモニー」と後日、批判された。レッド・ツェッペリンの出演後に再度出演（ニール・ヤングも参加。「Only Love Can Break Your Heart」「Daylight Again-Find The Cost of Freedom」を演奏）。
- ジューダス・プリースト - 「Living After Midnight」「The Green Manalishi 」「You've Got Another Thing Comin'」を披露。
- ブライアン・アダムス - アメリカ会場・生中継のトップバッターで「キッズ・ワナ・ロック」、「想い出のサマー」を歌唱後、 カナダ版バンド・エイドであるノーザン・ライツに提供した「Tears Are Not Enough」、「Cuts Like a Knife」を演奏。
- ビーチ・ボーイズ - ドラムのデニス・ウィルソンは既に死亡していたが、残されたブルース・ジョンストン、カール・ウィルソン、マイク・ラヴ、アル・ジャーディン、ブライアン・ウィルソンの5人のメンバー全員が集結した。「素敵じゃないか」、「ヘルプ・ミー・ロンダ」、「グッド・ヴァイブレーション」、「サーフィンU.S.A.」と往年のヒット曲を披露した。
- ジョージ・ソログッド&ザ・デストロイヤーズ、ボ・ディドリー、アルバート・コリンズ - Who Do You Loveでボ・ディドリーと、The Sky Is Cryingに続くMadison Bluesでアルバート・コリンズと共演。
- シンプル・マインズ - デビュー8年目にして、この年、ビルボード・週間シングルチャートで「ドント・ユー?」が全米No.1を獲得。他に1曲目に「Ghostdancing」、3曲目の「Promised You a Miracle」を披露。
- プリテンダーズ - なおボーカルのクリッシー・ハインドは、前に歌ったシンプル・マインズのジム・カーとこの年に電撃再婚をするが、その後離婚。「Time The Avenger」「Message of Love」「Stop Your Sobbin'」「Back on The Chain Gang」「Middle of The Road」の5曲を披露。
- サンタナ、パット・メセニー - 「Brotherhood」「Primera Invasion」の後、「By Pool」にパット・メセニーが参加。DVD未収録。
- アシュフォード&シンプソン、テディ・ペンダーグラス - 最初にアシュフォード&シンプソンが自身のヒット曲「Solid」を演奏した後、82年に自動車事故で四肢麻痺となったテディ・ペンダーグラスを招き入れ、「Reach Out And Touch」を歌唱。感動的なステージを展開した。
- クール&ザ・ギャング - 「Stand Up And Sing」を演奏後、ライヴエイド直前に米2位のヒットとなった「Cherish」を披露。DVDには未収録。
- マドンナ - ベット・ミドラーの嫌みのある紹介にもかかわらず、熱意あるパフォーマンスを披露。しかしバックステージではスーパースターを気取り、他の出演者から大ひんしゅくを買っていたことが後日判明。ベッド・ミドラーは、このマドンナの態度を見て、あのような紹介をしたと関係者に証言している。「Holiday」「Into The Groove」「Love Makes The World Go Round 」を披露。3曲目は当時未発表で、トンプソン・ツインズと共演した。
- トム・ペティ&ザ・ハートブレイカーズ - 「American Girl」「The Waiting」「Rebels」「Refugee」の4曲を披露。
- ケニー・ロギンス - 映画・フットルースの主題歌「フットルース」を歌った。
- カーズ - 「ユー・マイト・シンク」、「ドライヴ」、「燃える欲望」と「ハートビート・シティ」を披露。
- ニール・ヤング - ソロで出演した後、クロスビー、スティルス、ナッシュ&ヤングとしても出演。「Sugar Mountain」「The Needle And The Damage Done」「Helpless」「Nothing Is Perfect」「 Powderfinger」を披露。
- パワー・ステーション - ロバート・パーマーは自身のアルバム制作のために既に脱退しており、元シルヴァーヘッドのマイケル・デ・バレスがボーカルを務めた。「Murderess」「Get It On」を披露。DVDには未収録。
- トンプソン・ツインズ、スティーヴ・スティーヴンス、ナイル・ロジャース（シック） -1曲目は自身のヒット曲である「ホールド・ミー・ナウ」を披露後、 2曲目のビートルズのカバー「レボリューション 」（自身のアルバムにも収録）に以上3組にマドンナを加えた4組での共演。
- エリック・クラプトン - ここにイギリスから到着したフィル・コリンズがドラマーとして参加。クリーム 時代の「ホワイト・ルーム」、ソロ作から「She's Waiting」、デレク・アンド・ザ・ドミノス時代の「いとしのレイラ」を披露。
- フィル・コリンズ - 両会場に出演した唯一のアーティスト。「見つめて欲しい」「夜の囁き」をピアノだけで披露。
- レッド・ツェッペリン - コリンズが上記2曲を披露した後、突然ロバート・プラント、ジミー・ペイジ、ジョン・ポール・ジョーンズをステージへ呼び込み、プラントらは「ロックン・ロール」、「胸いっぱいの愛を」、「天国への階段」を演奏した。コリンズとトニー・トンプソン（シック。ライヴエイドではパワー・ステーションのドラマーとして出演）がツイン・ドラムを担当した。この再結成が実現したのはコリンズがレッド・ツェッペリンと共演したくてライヴエイドを利用したからと本人が後日語っている。ただし別のインタビューでは、成り行きで決まっただけで自分は望んでなかったという、正反対のコメントも残しており、真相は不明である。貴重な再結成だったが、DVDには未収録。
- デュラン・デュラン - 地元・イギリスではなくアメリカでの出演。アメリカ会場で一番の声援を浴びた。「007/美しき獲物たち」「Union of The Snake」「Save a Prayer」「The Reflex」を披露。1曲目ではヴォーカルのサイモン・ル・ボンの声が裏返るアクシデントがあったため、この曲のみDVDに収録されなかった。
- パティ・ラベル - 出演陣の中では圧巻の歌唱力を披露した。フィナーレの「ウィ・アー・ザ・ワールド」では当日、参加出来なかったシンディ・ローパーのパートを務めた。「New Attitude」「Imagine」（ジョン・レノンのカバー）「Forever Young」（ボブ・ディランのカバー）「Stir It Up」「Over The Rainbow」「Why Can't I Get It Over」を披露。
- ダリル・ホール&ジョン・オーツ - 専属のバックバンドを引き連れて登場。全米1位2曲「Out of Touch」「Maneater」を披露。
- エディ・ケンドリックス（元テンプテーションズ） - ホール&オーツと3曲目「ゲット・レディ」から共演しリードボーカルを担当。ここからホール&オーツはコーラスに廻る。
- デヴィッド・ラフィン（元テンプテーションズ） - ホール & オーツ、エディに加わって4曲目の「エイント・トゥー・プラウド・トゥ・ベッグ」から共演。ここでエディもコーラスに廻る。5曲目「The Way You You Do The Things You Do」を挟み、6曲目には自身がテンプテーションズ在籍時にリードボーカルを務め、グループ初の全米No.1楽曲となった「マイ・ガール」を披露。
- ミック・ジャガー - ダリル・ホールとホール&オーツのバックバンドが演奏を担当。ソロ作からの「Lonely at The Top」「Just Another Night」の後、3曲目の「ミス・ユー」からはジョン・オーツ、エディ・ケンドリックス、デヴィッド・ラフィンがコーラスに入る。
- ティナ・ターナー - ミック・ジャガーの4曲目「ステイト・オブ・ショック」から共演した。ちなみに、5曲目の「イッツ・オンリー・ロックン・ロール」の最中、ミックはティナの飾りスカートを取り払ってしまった。
- ボブ・ディラン、キース・リチャーズ（ローリング・ストーンズ）、ロン・ウッド（ローリング・ストーンズ） - 以上、3名での共演。ディランの60年代の3曲、「ホリス・ブラウンのバラッド」「船が入ってくるとき」「風に吹かれて」をトリで披露。しかしモニタースピーカーを取り払われ自分の音が全く聞こえない状態で、幕の後ろでは大トリの「ウィ・アー・ザ・ワールド」を他の出演者が練習しだしたり、演奏中にギターの弦が切れて、急遽、ロン・ウッドとギターを交換したり、というハプニングに見舞われたことで本来のコンディションからはほど遠い状態で三人とも苦笑いしながらの演奏に終わった。そのためメディアからは自身の出演パートを「みすぼらしい」等と酷評される始末であった。ちなみに大トリの「ウィ・アー・ザ・ワールド」にソロパートを持っているにもかかわらず、かなり後ろの方で黙ってギターを弾いていて全く歌っていない。なお、同じく出演していたエリック・クラプトンは後に「あんなことをしてディランの邪魔をするくらいなら、ソロで『戦争の親玉』でも歌わせればよかったのだ」とウッドとリチャーズを批判している。また、ロン・ウッドは近年のインタビューで「風に吹かれて」はディランがステージに上がる直前にやろうと言い出したもので、リハーサルでも演奏していないまったくのぶっつけ本番であったと述懐している。演奏後、ライオネル・リッチーがディランをねぎらい、抱擁を交わし、いよいよフィナーレ。
- ライオネル・リッチー（元コモドアーズ）、ディオンヌ・ワーウィック、ハリー・ベラフォンテ、シーナ・イーストン、ピーター・ポール&マリー、シェール、ビル・グラハム、クリッシー・ハインド、その他大勢　-　フィナーレの「ウィ・アー・ザ・ワールド」に出演。ハリー・ベラフォンテのパートまでは和やかだったが、シーナ・イーストンのパートのところでジョーン・バエズがマイクに割り込んできたことをきっかけに見苦しいマイクの争奪戦となったところで日本中継は打ち切られた。

### 出演していたが欧州では未中継だったアーティスト（全てアメリカ出演組。DVDには収録）
- ジョーン・バエズ
- RUN D.M.C.
- アシュフォート&シンプソン
- テディ・ペンダーグラス
- ジューダス・プリースト

### 出演していたがDVD未収録のアーティスト（全てアメリカ組）
- パワー・ステーション
- フォー・トップス
- フーターズ
- ビリー・オーシャン
- リック・スプリングフィールド
- サンタナ
- パット・メセニー
- レッド・ツェッペリン

## その他、メイン会場以外での出演アーティスト

### イギリス・ロンドン・ウエスト・エンドのナイトクラブ
- クリフ・リチャード

### オランダ・ハーグ・オランダ会議センターの「ノース・シ・ジャズ・フェスティバル」
- B.B.キング - ロック草創期からの大御所。オランダにいながら、このライヴエイドへの出演を熱望し、オランダ会場からの世界中継が実現した。

### オーストラリア
- INXS
- メン・アット・ワーク
- ミッドナイト・オイル
- オーストラリアforアフリカ
その他

### ドイツ
- ネーナ
その他

### 日本
- オフコース「ENDLESS NIGHTS」
- 矢沢永吉「苦い雨」｢TAKE IT TIME｣
- LOUDNESS「Gotta Fight」「CRAZY NIGHT」
- 佐野元春「SHAME -君を汚したのは誰」
※以上の4組のライヴ映像が、全世界に中継された。
- チェッカーズ「ギザギザハートの子守唄」
- チャゲ&飛鳥「棘」
- 杏里「16BEAT」
- さだまさし「まほろば」
- 南こうせつ「風をくらって」
- 安全地帯「悲しみにさよなら」
- イルカ「もう海には帰れない」
- 谷村新司（アリス）「12番街のキャロル」
- 長渕剛「勇次」
- HOUND DOG「BAD BOY BLUES」
- ラッツ&スター「WHAT'S GOING ON」
- THE SQUARE「OMENS OF LOVE」
- 杉山清貴&オメガトライブ「ふたりの夏物語」
- 白井貴子&Crazy Boys「FOOLISH WAR」
- 柳ジョージとハーレム少年聖歌隊「Having A Party」
- 上田正樹「東京エキスプレス」
- 中原めいこ「ロ・ロ・ロ・ロシアンルーレット」
- DANGER（忌野清志郎・どくとる梅津バンド）「はたらく人々」

なお、音楽アーティスト以外にも長嶋茂雄やソニーの盛田昭夫会長などのコメントも全世界に向けて放送された。

### ソ連
- オート・グラフ
その他

### ユーゴスラヴィア
- ユー・ロック・ミッション
その他

### ノルウェー
- オール・オブ・アス
その他

## 出演が予定・噂されていたが結局、出演しなかったアーティスト
- ブルース・スプリングスティーン
- プリンス
※以上の2名は飛び入り参加が噂されていた。
- ロッド・スチュワート
※原因不明の出演辞退。
- ティアーズ・フォー・フィアーズ
※ポスターに名前まで載っていたがサポートメンバーのギタリストが脱退を表明し、それを引き止めるために直前になっての辞退。
- マイケル・ジャクソン
- スティーヴィー・ワンダー
※以上2名。特にスティーヴィーはポスターに名前が掲載されていた。本番前日になりスティーヴィーとマイケルがデュエットで出演ということになった。本番当日、『マイケルとスティーヴィーが共にフィラデルフィア入りした』ということが本番中のステージで発表され会場は一気にヒートアップ。ところが2人の消息は、それっきりつかめなくなり結局、会場に姿を見せることはなかった。

## 追記
- その年の、ノーベル平和賞候補として、「ボブ・ゲルドフ」の名が挙がった。

## 日本での放送
日本では、フジサンケイグループ（フジテレビとニッポン放送）が放送権を獲得し、7月13日午後9時から7月14日正午まで放送した（23時30分 - 23時40分と7時30分 - 7時45分にそれぞれ『FNNニュース』が挿入。『ゴールデン洋画劇場』『プロ野球ニュース』『オールナイトフジ』や『笑っていいとも!増刊号』など通常のレギュラー番組はすべて休止）。正式な番組名は『THE 地球CONCERT LIVE AID』（ザ・ちきゅうコンサート・ライヴ・エイド）。ニッポン放送では『明石家さんまのラジオが来たゾ!東京めぐりブンブン大放送』『笑福亭鶴光のオールナイトニッポン』などを差し替えて、同名の特別番組が同じく終夜で放送された。

### 司会
- 逸見政孝（当時フジテレビアナウンサー）
- 南こうせつ

後記の中継の不手際に加え、司会の逸見の「洋楽に対する知識の不足」にも視聴者からの批判が集中した（海外から中継が入る度に「これが○○と言うアーティストですか」「私は存じ上げませんが」を連発していた）。逸見は後に著書「マジメまして逸見です」の中で「長丁場の衛星中継で、しかも何時に誰が出演するか全く読めない状況だったため進行はある意味で命がけだった」と語っている。一方の南こうせつも、洋楽に対しては知識があるものの、「ビートルズ再結成」ばかりを気にしていた。「レコード・コレクターズ」で本作のDVDがリリースされた際に組まれた特集で逸見の挨拶からアメリカと日本の放送時間のズレを指摘した。「当時、本来の時間に爆発的な視聴率を誇っていた「オレたちひょうきん族」が放送されていた為、中止にさせたくないから時間をずらしたのだろう」と書いている。

### 日本国内の中継場所
新宿 アルタ内特設会場
アルタの特設会場内には、ニッポン放送の特設スタジオもあり桑田佳祐の司会で上記のライヴエイドの特別番組を放送していた。また、一般人が飛び入りで参加できるコンサート会場も用意された。ちなみに、アルタビジョンではライヴエイドの生中継が流されていた。
環状8号線沿い 用賀のデニーズ
デニーズの駐車場に移動式の巨大スクリーンを設置。ライヴエイドを生中継していた。
代々木公園

### スタジオ
テレビ放送は、当時新宿河田町に所在したフジテレビ社屋内のスタジオから主に放送を行った。ラジオ放送は有楽町のニッポン放送社屋（当時の糖業会館・初代本社）内にあるラジオハウス銀河と河田町のフジテレビのスタジオ内に設けたラジオ中継用の特設スタジオ（「テレビスタジオから最新の状況をお伝えします」と紹介されていた）、上記のスタジオアルタの特設スタジオの三元中継で放送を行った。フジテレビのスタジオ内には、中継用の巨大スクリーンが用意された他、電話で募金を受け付ける数十人のオペレーターの席も設けられていた。

### 日本国内での放送に関しての問題点
当時は衛星中継の技術が発達していなかったことや、過去に例のなかった長時間の生放送ということもありハプニングが続出した。
衛星中継の中断
時々衛星の不具合で0.5秒程度中継が途切れ砂嵐になることがあったが、フィラデルフィアからブライアン・アダムスが出演した時に歌いだす直前で衛星中継が完全に途切れてしまった。映像は急遽フジテレビのスタジオに切り替わり司会者とゲストのトークで場をつなげたが、結局ブライアン・アダムスの映像は放送されなかった。また、U2のパフォーマンスなどに映像が波打つようなノイズが入った。
CMのタイミング
海外からの中継でアーティストが熱唱し、盛り上がっている所で唐突にもCMを入れることが何度もあった。特に、ビーチ・ボーイズが曲のサビを歌っている時にCMへ切り替わった際には視聴者から抗議が殺到した。
邦楽アーティストの出演
下記にもあるように、邦楽ファンの取り込みも狙ってか海外からの中継を中断してフジテレビが独自にスタジオで収録した邦楽アーティストのパフォーマンスを流した。もちろんその時は洋楽ファンから抗議が殺到した。
同時通訳の技術不足
海外からの中継でアーティストのMCはすべてフジテレビ側の同時通訳が日本語に吹き替えたが、同時通訳のはずなのにまるで台本を棒読みしているかのようなぎこちない通訳は大変不評だった。
ゲストのチャリティへの理解不足
スタジオへ集まったゲストのアーティストへ「このようなチャリティコンサートについてどう思いますか？」と司会の逸見が質問していったが、ほとんどのアーティストが「う～ん、いいんじゃないですか」程度の意見しか答えられなかった。ラッツ&スターのメンバーに至っては、他のアーティストがスタジオのカメラに向かって答えている時も変な顔やピースなどをしてカメラに割り込み、緊張感の欠如を晒してしまった。そんな中でも、帰国子女の早見優が見事な英語でスタジオに来ていた外国の合唱団にインタビューするなど評価すべき点もあった。
なお、これはフジテレビに非があるわけではないが、深夜に募金申し込みの電話番号と一桁違いの電話番号を使っている病院の電話へ間違い電話が殺到し、司会の逸見が「大変迷惑しているそうなのでどうか電話番号はお間違いのないようお願い致します」と放送中呼びかけた。佐野元春は番組の進行やゲストのトークに嫌気が差し、途中で退席した。(ライヴ.エイドの奇跡より)

### 募金の流れ
日本国内で電話受付や銀行受付（富士銀行・住友銀行・第一勧業銀行）で集められた募金は、すべてフジテレビ内にある「地球コンサート事務局」にまとめられ、そこからイギリスのバンド・エイド・トラストへ送られた。

### その他
- 番組はステレオで放送されたため、当時高価だったステレオで音声記録できるビデオデッキをこの放送のために購入する洋楽ファンが続出した。

## 問題点

### 放映（企画）面
- 不可抗力の部分もあるが、長時間の衛星生中継のため、上記の例のように回線切れが何度もあった。
- 日本においては民放による放映だったため、やむをえないことではあるが、進行予定表があったはずなのにもかかわらず「演奏途中でCMが入る」「英米2会場の衛星生中継と、日本での生放送、及び、録画による演奏シーンや、スタジオでの解説、座談会といった部分にみられた、連携のうまくいかない箇所」などが随所にあった。
- 黒人歌手の出演が少なく、白人主体であった。黒人ミュージシャンも出るには出ていたが、あくまで白人受けするジャンルのアーティストに限られた。これはアメリカの業界の現実を如実に物語っていた。その上、観客を集められるかどうかを基準に出演者を決めたとボブ・ゲルドフも証言している。
- 日本ではフジテレビが放送権を獲得し、生中継を行ったが視聴者の多数に及ぶ、邦楽ファンにも楽しめるような企画や構成が、一方では、英米現地での放送シーンの寸断や中断にもつながった。フジテレビ側で司会を担当した逸見政孝は、当時番組内で「視聴者の皆様から、アメリカ会場から中継している時はイギリス会場を映せ、イギリス会場から中継しているときはアメリカ会場を映せと言う苦情がフジテレビに殺到しております。これに関してなんですが、ライヴエイドの中継と言う物はすべてフィラデルフィアの中継センターが全世界へ向けて中継する映像を選んでおりまして、こちらには中継する映像を選ぶ権利はございません。その点をご理解頂けたらと思います」と釈明している。

### コンサートの目的や結果として
- 後に、開催者側の金銭がらみのトラブルが発生した。
- 支援物資が、末端まで行き届かず、アフリカの港の段階での腐敗等、使い物にならなくなった食料も少なくなかった。
- アフリカ数ヶ国では、国家側の政治的目的のために利用されてしまった。

などといった、21世紀現在、国際援助や民間支援に伴う問題点と同様のトラブルが、既に露呈していた。
- ウッドストック以来の大規模なイベントであり、その時代に活躍したシンガーソングライター系のアーティスト達（ディラン、バエズ、CS&N等）はいずれもかつての自分達のスタイルでの演奏、ステージングを試みたが、1980年代の同時代性とは合わず、「時代遅れの過去の遺物」として冷ややかな反応を受けた。
- ボブ・ディランはフィラデルフィア会場の自身のパートに於いてのMCで「収益の一部をアメリカの困窮する農民にも回してあげたい」と発言（DVDではカット）し、その言葉がきっかけで「ファーム・エイド」が生まれた。しかし後年、ボブ・ゲルドフは自身の伝記で「彼はライヴ・エイドの趣旨を全く理解していなかった。『食を与えられない』問題と『職を与えられない』問題とは次元の違う話であり、そのことをないまぜにしてあのような発言を行ったのは愚かしいことであった。もちろんファーム・エイドが生まれた事自体はいい影響ではあったけれども」と述べている。
- 渋谷陽一は「ウッドストックは、イベントそのものが大きな事件であった。しかし、ライブエイドは「チャリティ」という話題を借りなければイベントが成り立たず、音楽の影響力が低下した証拠だ」という旨の発言をしている[8]。